# Faro di identificazione
Il faro di identificazione, in inglese identification beacon, abbreviato in IBN è un particolare faro aeronautico che, emettendo un apposito codice luminoso, segnala la posizione di uno specifico punto di riferimento. Comunemente è utilizzato per segnalare la  presenza di un aerodromo in aggiunta ad un faro di aerodromo. 
La normativa prevede che i dati riguardanti la posizione, le caratteristiche e l'orario di attivazione di ogni faro di identificazione, siano riportati nelle pubblicazioni informazioni aeronautiche (AIP) alla parte AD 2.15 dedicata a ciascun aerodromo.

## Obbligo di installazione
La normativa internazionale prescrive l'obbligo di l'installazione  di un faro di identificazione presso ogni aerodromo il cui utilizzo sia previsto anche durante le ore notturne e che non sia facilmente individuabile in volo attraverso l'utilizzo di altri ausili.

## Ubicazione
Il faro deve essere posizionato sull'aeroporto in un'area scarsamente illuminata, la sua luce non deve essere schermata da ostacoli in settori rilevanti e non deve costituire fonte di abbaglio per i piloti durante le fasi di avvicinamento o di atterraggio.

## Caratteristiche
Il faro deve poter essere visibile presso l'aeroporto di atterraggio, senza interruzione sui 360° circostanti e non deve superare verticalmente per più di 1° l'elevazione massima cui si prevede possa essere utilizzato. Tale elevazione viene determinata dall'autorità aeronautica competente. 
Il faro deve avere intensità luminosa minima di 2000 cd. In alcuni aeroporti, presso cui l'illuminazione artificiale circostante è particolarmente rilevante, è possibile  aumentare l'intensità luminosa del faro fino a 20.000 cd.
Il faro deve emettere lampi di luce di colore verde presso gli aeroporti e di colore giallo presso gli idroscali. I lampi di luce devono trasmettere in codice Morse il nominativo dell'aerodromo con una velocità di sei/otto parole al minuto. Ciascun lampo, corrispondente ad un punto del codice Morse, deve avere una durata compresa tra 0,15 e 0,2 secondi.